# Karl Ehmann (Baumeister)
Karl Ehmann (* 28. August 1777 in Stein an der Donau; † 29. September 1829 in Wien) war ein österreichischer fürstlich Esterházyscher Hofbaumeister und Stadtbaumeister.

## Leben
Karl Ehmann entstammt einer Baumeisterfamilie. Sein Vater Johann Michael Ehmann war Baumeister und zwei seiner Brüder übten diesen Beruf aus. Er begann seine Berufsausbildung im Jahre 1791 bei seinem Vater, setzte sie ab 1814 bei Josef Reymund fort und erhielt seine Zulassung zur praktischen Prüfung im Jahre 1815. Im Jahre 1817 wurde er in die Baumeisterzunft aufgenommen.
Bereits während der Ausbildung wurde ihm die Bauleitung für den Umbau des Schlosses Esterházy in Eisenstadt nach Plänen des Architekten Charles de Moreau übertragen. Um 1805 hielt sich Ehmann zu diesem Zweck für einige Zeit in Eisenstadt auf und lebte anschließend, spätestens nach Aufnahme in die Baumeisterzunft in Wien, wo er als erfolgreicher Baumeister teilweise mit seinem Neffen Franz zusammenarbeitete.
Aus seiner Ehe mit Therese (* 1787) entstammten die beiden Söhne Karl (* 1805) und Wilhelm (* 1807), die jung verstarben. Die Ehe wurde nach 1824 geschieden und Ehmann ging eine Lebensgemeinschaft mit Amalie Ottilie Bisenius (* ca. 1800–1840) ein, aus der die beiden Kinder Albert Bisenius und Wilhelmine (verehelichte Wurzinger) stammten.
Als Ehmann im Alter von 52 Jahren an Auszehrung starb, hinterließ er ein beträchtliches Vermögen. Seine bemerkenswerte Bibliothek soll nicht nur viele Werke über Architektur, sondern auch Werke von Klassikern enthalten haben.
Nach dem Tod von Ehmann führte sein Neffe Franz die gut gehende Firma weiter.

## Bedeutung

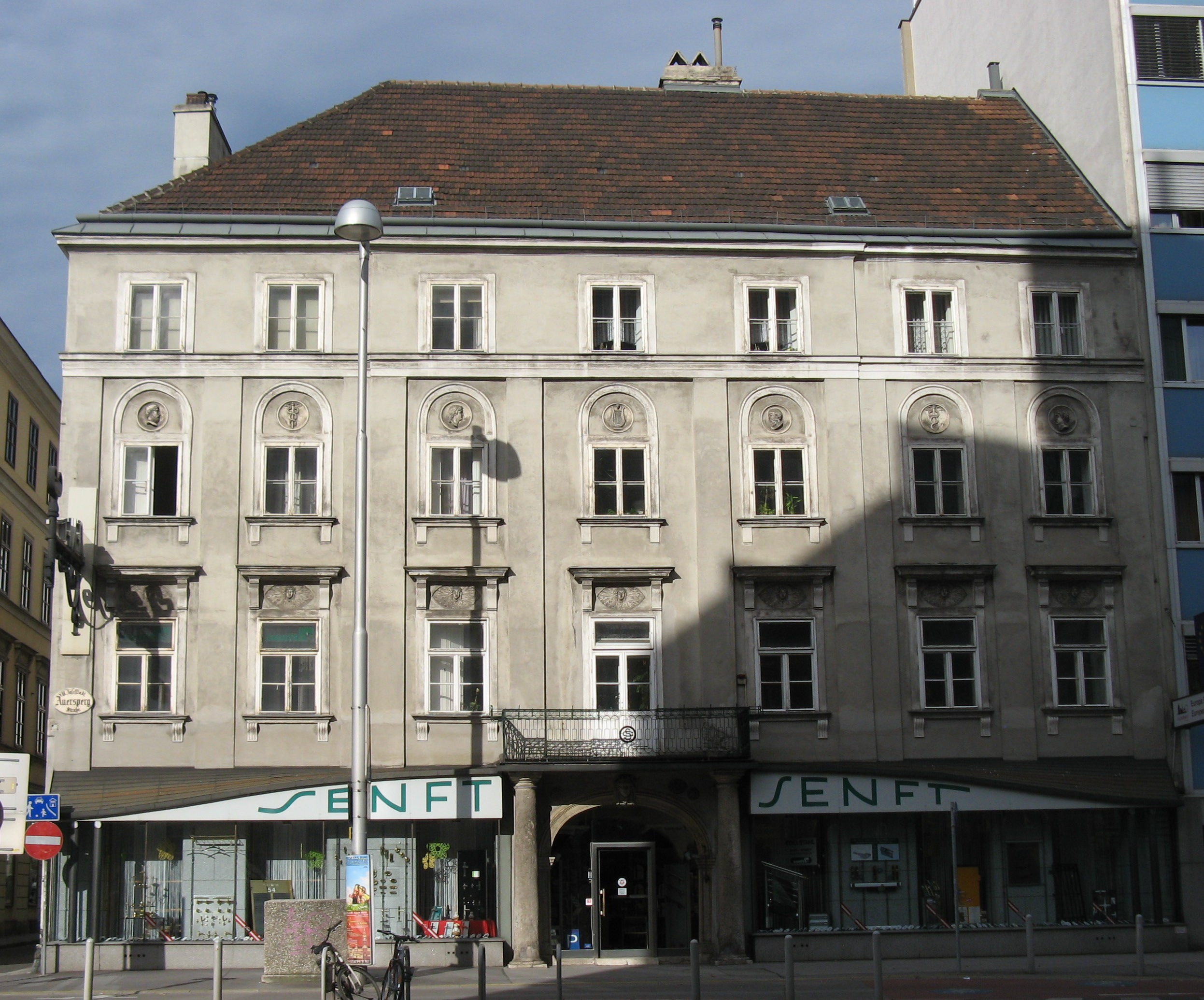
Wohnhaus „Bei der Schmidtn“

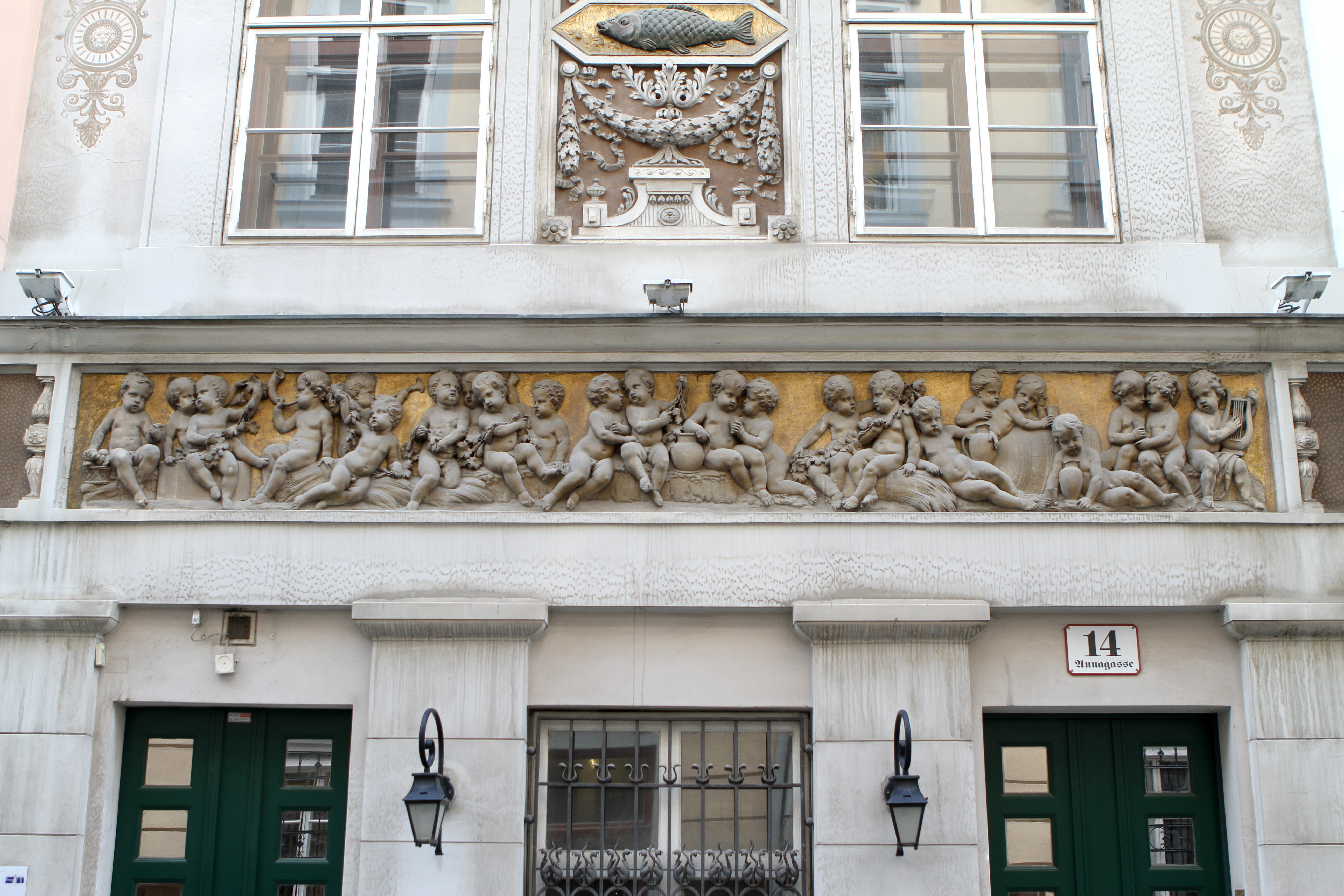
Fassadengestaltung von Ehmann

Ehmann repräsentiert mit seinen Biedermeierwohnhäusern den Übergang vom Barock zum Klassizismus. Die Gebäude haben glatt verputzte Fassaden über genuteten Sockelgeschoßen und die darüber liegenden Geschoße sind oft durch Gesimse getrennt. Im Sockelgeschoß, seltener auch in den Obergeschoßen, befinden sich Rundbogenfenster, die Rechteckfenster haben gerade Verdachungen.
Karl Ehmann war ein flexibler Baumeister, der den unterschiedlichen Bauaufgaben vom einfachen Biedermeierhaus über das repräsentative Miethaus bis hin zur monumentalen Zinshausanlage gerecht wurde. Sein vierstöckiger Zinshauskomplex „Zu den 3 Tauben“, der für die klein- und mittelbürgerliche Einwohnerschicht bestimmt war, zählt zu den frühesten vormärzlichen Zinshausanlagen. Mit seinen zwei großzügig angelegten Innenhöfen nimmt Ehmann in der Gesamtgestaltung bereits Kriterien der Gemeindebauarchitektur der Zwischenkriegszeit vorweg. Etwa 20 Jahre später fügte sein Neffe Franz auf den benachbarten Grundstücken eine weitere Zinshausanlage an.
Beim Wohnhaus „Zum blauen Karpfen“, das Ehmann neu fassadierte und dem er ein Stockwerk aufsetzte, zeigt er seine Vorliebe für plastischen Dekor mit einem Amourettenfries und dem darüber zwischen pilastergerahmten Fenstern angebrachten Hausschild.
Einige seiner erhaltenen Bauwerke stehen unter Denkmalschutz.

## Werke
- 1817: Miethauskomplex „Zu den 3 Tauben“, Wien 3, Marokkanergasse 3 / Ötzeltgasse 5 / Traungasse 8
- 1818: Miethaus „Zum Wollbaum“, Wien 6, Gumpendorfer Straße 57 (ursprünglich mit Durchhaus zur Luftbadgasse 12)
- 1819: Miethaus „Haarhof“, Wien 1, Naglergasse 9 / Haarhof 1 (zusätzlicher Plan Josef Reymund?)
- 1821: Palais Sternberg, Wien 3, Ungargasse 43 (Einbeziehung eines Vorgängerbaues; 1900 Umgestaltungen durch Ludwig Richter)
- 1824: Wohnhaus „Zum blauen Karpfen“, Wien 1, Annagasse 14 (Gebäude von 1438; neu fassadiert, ein Geschoß aufgesetzt)
- 1827: Miethaus, Wien 7, Neustiftgasse 108 (Hausbesitzer, 2002 abgebrochen)
- 1827: Miethaus, Wien 6, Luftbadgasse 12 (ursprünglich mit Durchhaus zur Gumpendorfer Straße 57)
- 1828: Miethaus „Bei der Schmidtn“, Wien 8, Auerspergstraße 13 / Josefsgasse 2